# Địa lý ven biển

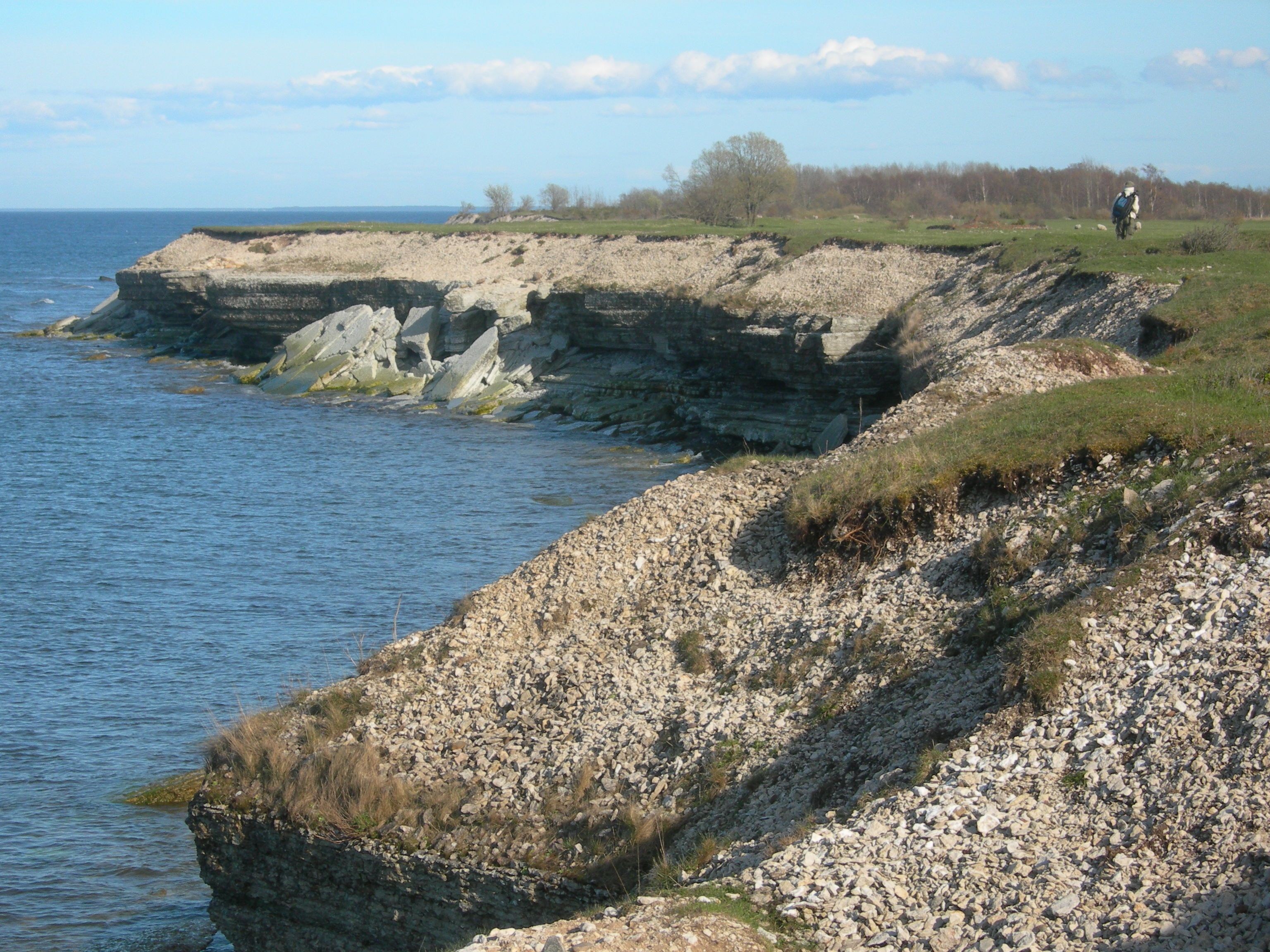
Collapsed Ordovician limestone bank showing coastal erosion. NW Osmussaar, Estonia.

Địa lý ven biển là ngành khoa học nghiên cừu những vùng biến đổi liên tục giữa đại dương và đất liền, bao gồm cả địa lý tự nhiên (ví dụ như địa mạo học, địa chất học và hải dương học ven biển) và địa lý nhân văn (xã hội học và lịch sử) ven biển. Nó cũng bao hàm cả việc hiểu những quá trình thời tiết ven biển, cụ thể là chuyển động sóng, hoạt động trầm tích và thời tiết, và cái cách mà con người tương tác với bờ biển.

## Các quá trình sinh học
Cụ thể ở các vùng nhiệt đới, thực vật và động vật không chỉ gây ảnh hưởng tới việc phong hóa của đá mà bản thân chúng còn là nguồn của trầm tích. Vỏ và xương của nhiều sinh vật có cấu tạo từ calci cacbonat và khi chúng bị phân giải chúng hình thành nên trầm tích, đá vôi và đất sét.

## Các quá trình vật lý
Quá trình phong hóa vật lý chính trên bãi biển là phát triển pha lê muối. Gió mang muối lên trên đá, tại đó nó bị hấp thụ vào trong những lỗ và khe nứt nhỏ bên trong tảng đá. Tại đó nước bốc hơi và muối kết tinh lại, tạo nên áp lực và thường làm vỡ tảng đá ra. Ở một số bãi biển calci cacbonat có khả năng kết hợp với các loại trầm tích khác để tạo nên đá bờ biển và ở những vùng ấm hơn thì thành đụn cát. Xói mòn do gió là một dạng của xói mòn, bụi và cát được mang đi xugn quanh trong không khí và dần dần xói mòn đá, điều này xảy ra theo cùng một cách với ở biển nơi muối và cát bị cuốn lên trên đá.